# 竹内久人
竹内 久人（たけうち ひさと、1955年5月10日 - ）は、岐阜県羽島郡笠松町出身の元競輪選手。日本競輪学校（当時。以下、競輪学校）第37期生。

## 来歴
競輪学校の在校競走成績は第2位。同校卒業記念レースでは優勝した。
1976年5月20日、ホームバンクだった岐阜競輪場でデビューし初勝利。その後の2走も勝ち、デビュー場所で完全優勝を果たした。
特別競輪（GI）の常連選手として活躍し、決勝の通算進出歴は実に11回。しかしなかなか表彰台（3着以内）に上がれなかった。中でも1983年の第36回日本選手権競輪（前橋競輪場）では、カマシを打った石川浩史の番手でレースを進め、最終バック付近では、3番手に10車身近くの差をつけていたことから優勝は濃厚と見られたが、中野浩一が2角付近から捲りを放ち、4角で優勝の井上茂徳、3位の亀川修一を引き連れ、竹内を捲り切ってしまった。結果、竹内は4着に終わった。しかし、1987年の競輪祭は最後のGI決勝進出となったが、最終2センター8番手から捲り追込みを放って3着に入り、悲願の表彰台入りを果たした。KEIRINグランプリ'86では補欠（選考10位）。
2000年代に入ると、S級とA級を行ったり来たりする『エレベーター選手』となってしまったが、2006年、実子の公亮（86期、引退）とともにS級にランクされ、史上初となる「親子同時S級選手」となった。また同年7月12日の松阪競輪場で通算400勝を達成。ただ、その翌年下期でA級陥落が決まったこともあり、現役引退を決意。
2007年7月9日、選手登録削除。通算成績2569戦401勝、優勝回数47。

## 主な獲得タイトルと記録
- バンクレコード - 佐世保競輪場、10秒8（1999年9月12日）
  - 2022年1月8日、中川誠一郎が10秒7を叩き出し22年ぶりに更新[2]。

## エピソード
- 実子の公亮もそうであったが、加藤慎平（81期、引退）の師匠でもあった。2005年のKEIRINグランプリ05（平塚競輪場）で優勝した加藤が敢闘門に引き上げてきた際、待ち構えていた竹内はいの一番に加藤を抱きしめた。
- 漫画・ギャンブルレーサーの主人公である関優勝も37期生という設定となっており、竹内とは「同期」の間柄である。そのため、作中でまれに登場するケースもあった。
- 中野浩一とは年齢が一緒（中野は1955年11月14日生）だが、競輪学校では中野のほうが期別が上ということもあってか、常に「中野さん」と、さん付けしていた。